# 270 Park Avenue
Il 270 Park Avenue (noto anche come JPMorgan Chase Tower o Union Carbide Building) è un grattacielo in costruzione situato nell'omonima via a Manhattan. Originariamente costruito tra il 1957 e il 1961 sotto il progetto dello studio Skidmore, Owings & Merrill, raggiungeva nella sua prima versione un'altezza di 218 m. L'edificio originario è stato demolito tra il 2019 e il 2021 per lasciare spazio a un edificio più alto.

## 1957-2021
L'edificio occupava un intero isolato cittadino delimitato da Madison Avenue, la 48th Street, Park Avenue e la 47th Street. Circa due terzi dell'edificio furono costruiti sopra ad un'area nella quale viaggiava la metropolitana; di conseguenza era presente anche un accesso diretto al Grand Central Terminal.
Con un'altezza di 215 m l'Union Carbide Building era la struttura più alta di Park Avenue al momento del suo completamento nel 1960, nonché l'edificio più alto eretto in città dal 1933.
Dopo essere stato di proprietà di Manufacturers Hanover, Chemical Bank e infine JPMorgan Chase l'edificio con il tempo divenne obsoleto per gli standard dei più moderni grattacieli vicini.
Esso infatti, per quanto la JP avesse modificato la planimetria in modo da sfruttare tutto lo spazio disponibile e avesse reso l'edificio capace di ottenere nel 2012 una certificazione LEED per la sostenibilità, dava lavoro a 6000 dipendenti, quando in origine ve ne erano 3500.
La società inizio così a cercare una alternativa all'ormai piccolo edificio.
Ci furono anche dei contatti per trasferirsi nell'allora in costruzione One Vanderbilt, ma non se ne diede seguito. Nel febbraio 2018 si decise di demolire l'edificio, in modo da costruirne uno più alto al suo posto.

### Architettura
L'Union Carbide Building fu progettato dagli architetti Gordon Bunshaft e Natalie de Blois di Skidmore, Owings & Merrill (SOM) per l'azienda chimica Union Carbide. Bunshaft si prese pubblicamente il merito, anche se de Blois era il progettista principale. Già negli anni '80, il New York Times attribuì il progetto principalmente a de Blois. Ciò rese l'Union Carbide Building l'edificio più alto del mondo progettato da una donna per circa cinquant'anni dopo il suo completamento. Dopo la morte di de Blois nel 2013, David W. Dunlap del Times affermò che, anche se i progetti SOM erano collaborazioni tra diversi progettisti, "non c'è dubbio che alla signora de Blois [...] sia stato a lungo negato il dovuto".

### Forma e facciata
Con un'altezza di 215 m, l'Union Carbide Building era la struttura più alta di Park Avenue al momento del suo completamento nel 1960, nonché l'edificio più alto eretto nella città dal 1933. Fu uno degli ultimi grattacieli di New York City ad essere progettato secondo i principi della Zoning Resolution del 1916. La torre principale era alta 52 piani e si affacciava sul Park Avenue; c'era anche un annesso occidentale di 12 o 13 piani che si affacciava su Madison Avenue. L'annesso misurava 58 m di altezza. L'edificio era arretrato di 15 m dalla linea del lotto lungo Park Avenue e di 7,0 m dalla linea del lotto su ciascuna strada laterale. L'annesso di Madison Avenue era arretrato di 4,0 m da Madison Avenue. Gli ingressi a livello del suolo erano incassati di altri 12 m dietro la facciata, dando l'aspetto di un colonnato di fronte agli ingressi. Il piano terra dell'annesso aveva una piattaforma per le consegne dei camion, così come alcune vetrine.
La facciata comprendeva una parete continua di vetro grigio, che copriva 26.000 m2 della facciata. Ogni pannello di vetro misurava 6,4 mm di spessore, e la facciata era composta da 6.824 pannelli. I pennacchi orizzontali tra ogni piano erano realizzati in metallo nero, coprendo 18.000 m2 della facciata.

### Galleria di immagini

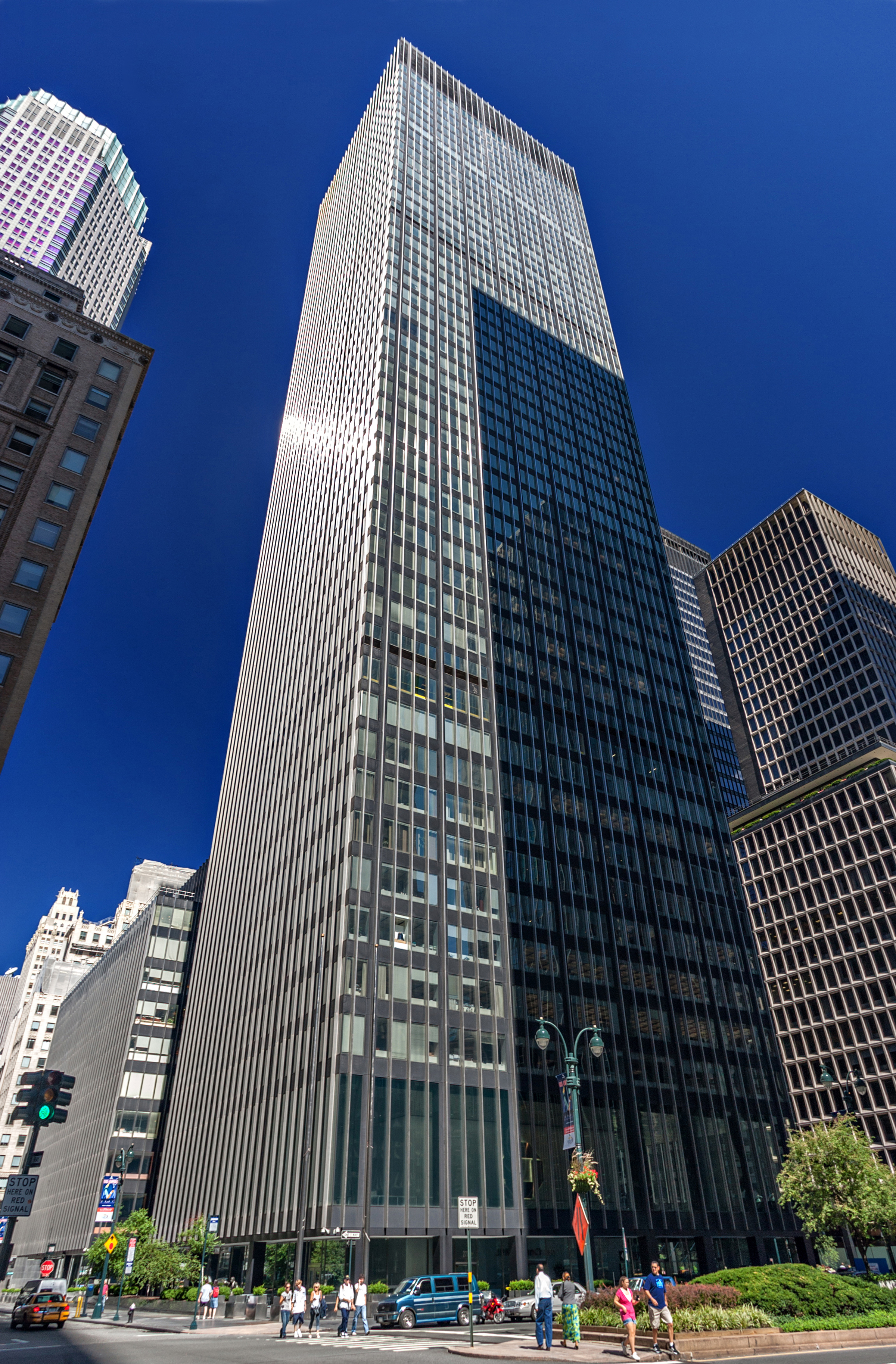
Vista da Park Avenue
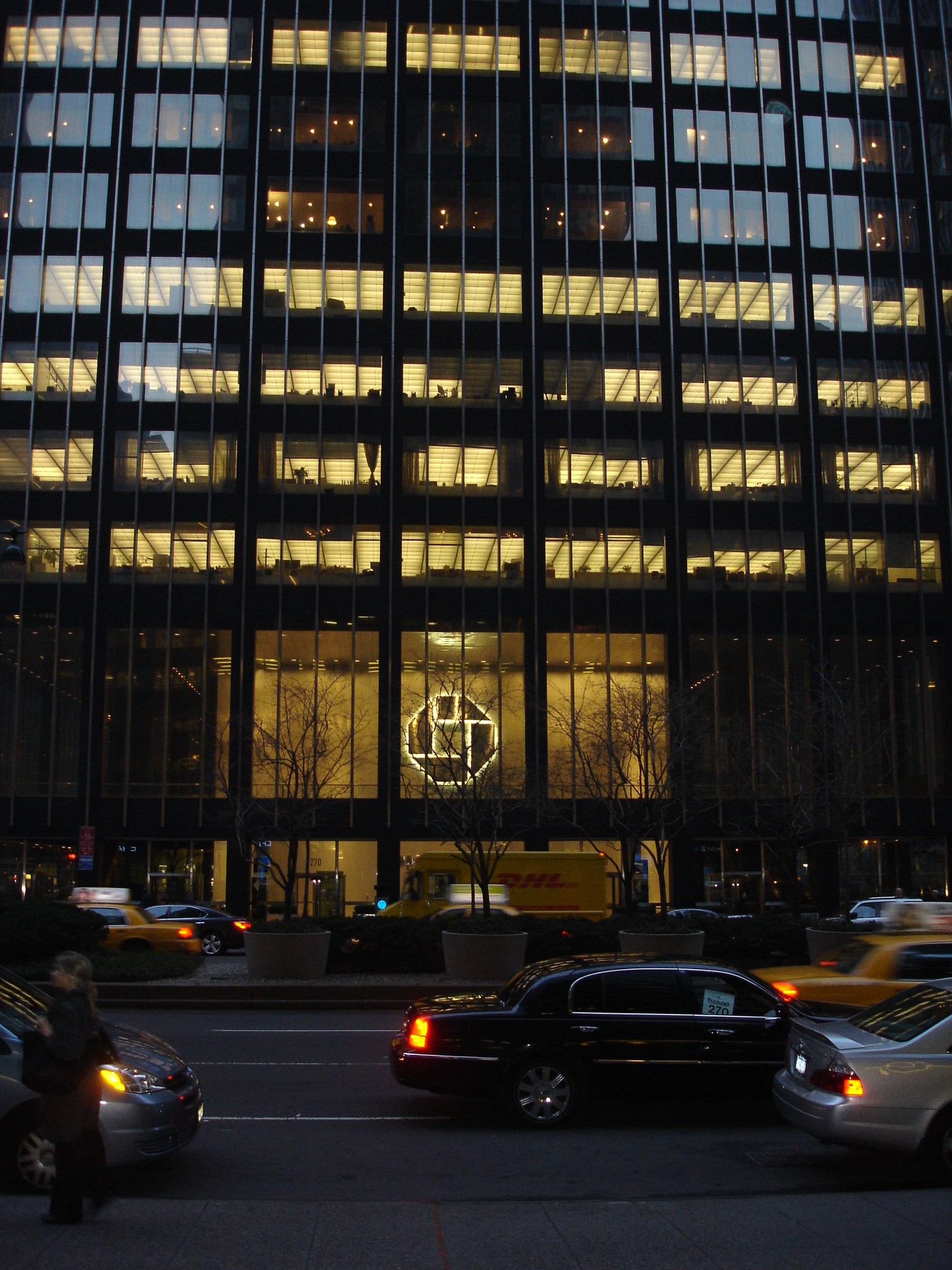
L'ingresso dell'edificio
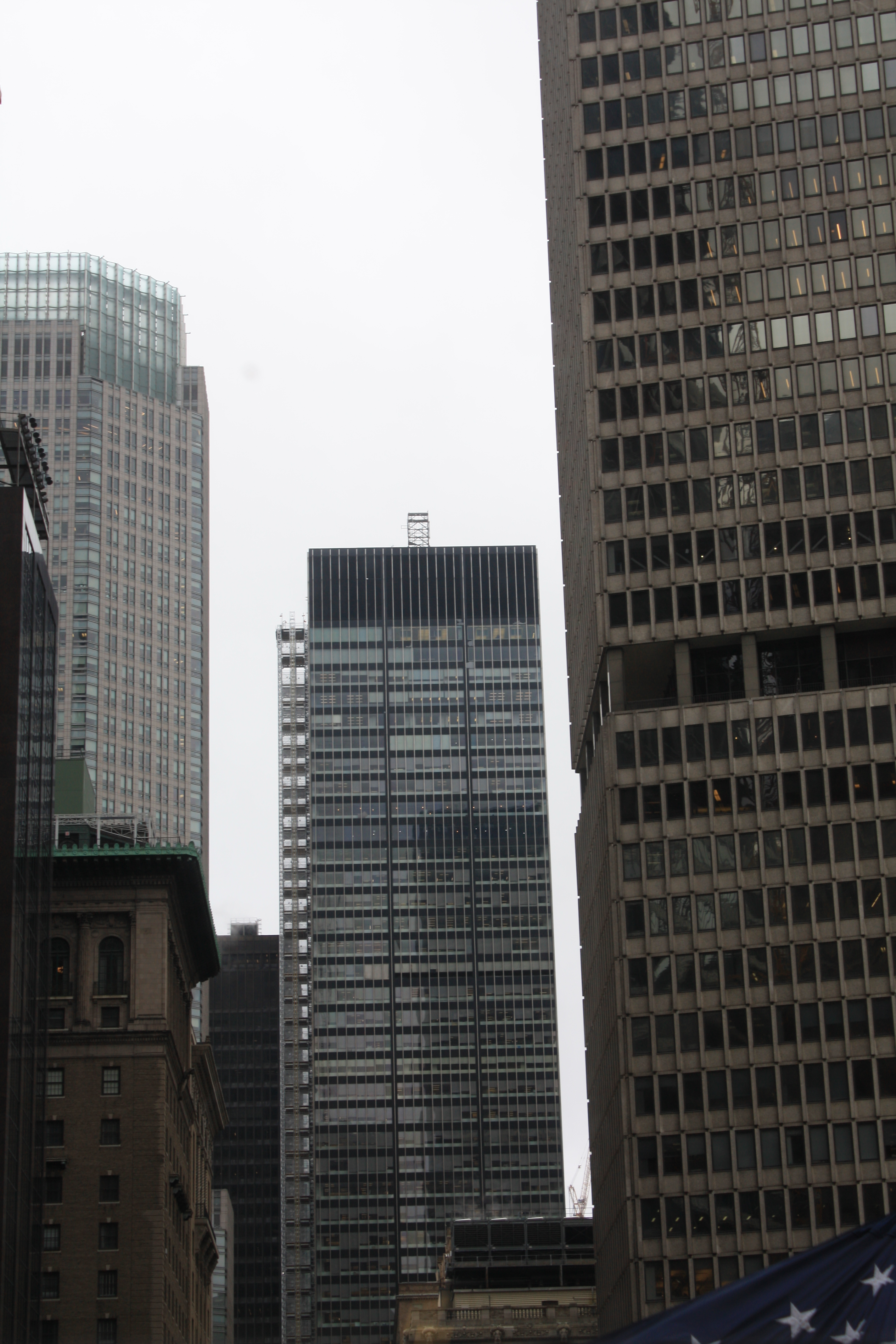
Vista da sud
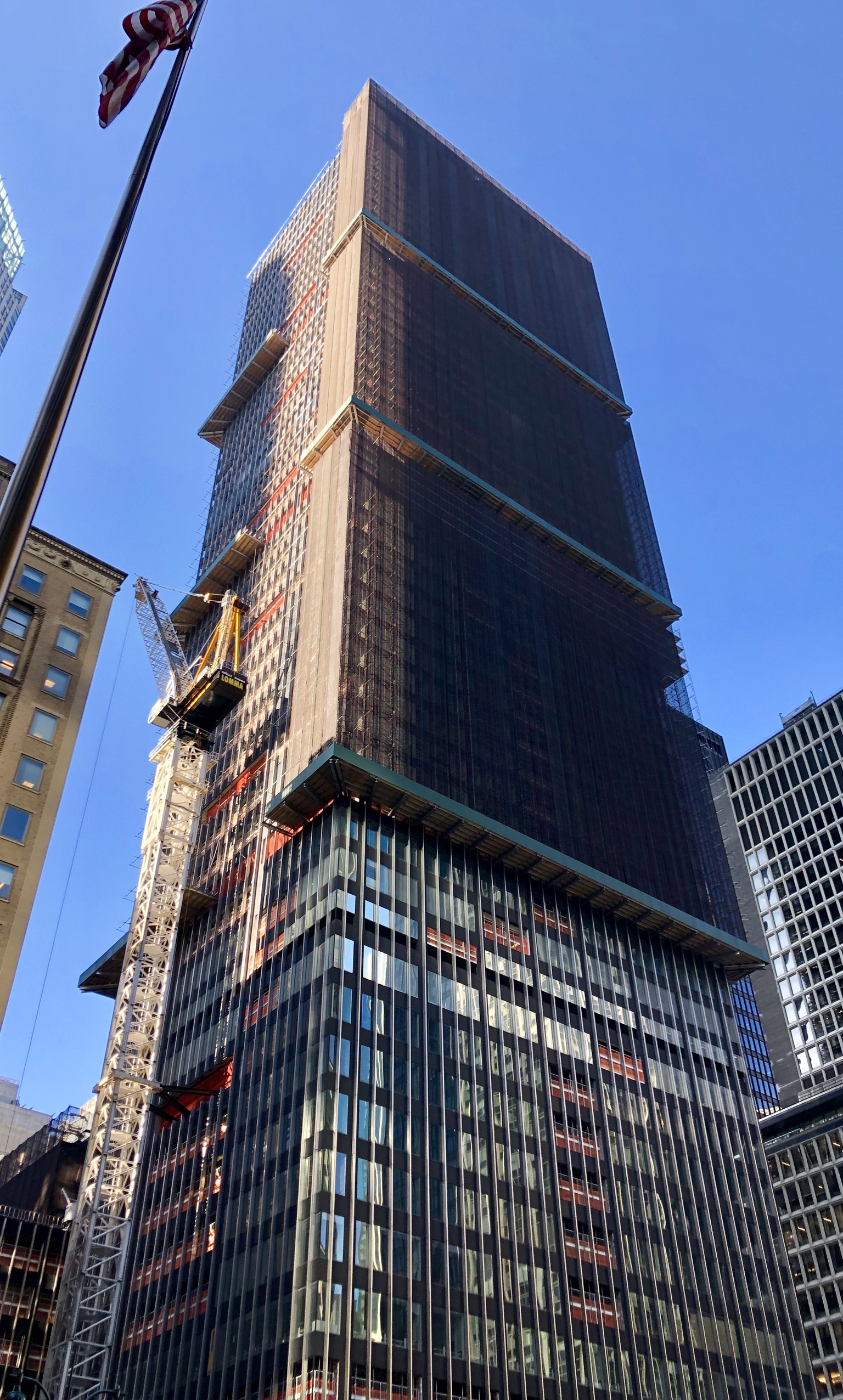
L'edificio durante la demolizione nel 2019
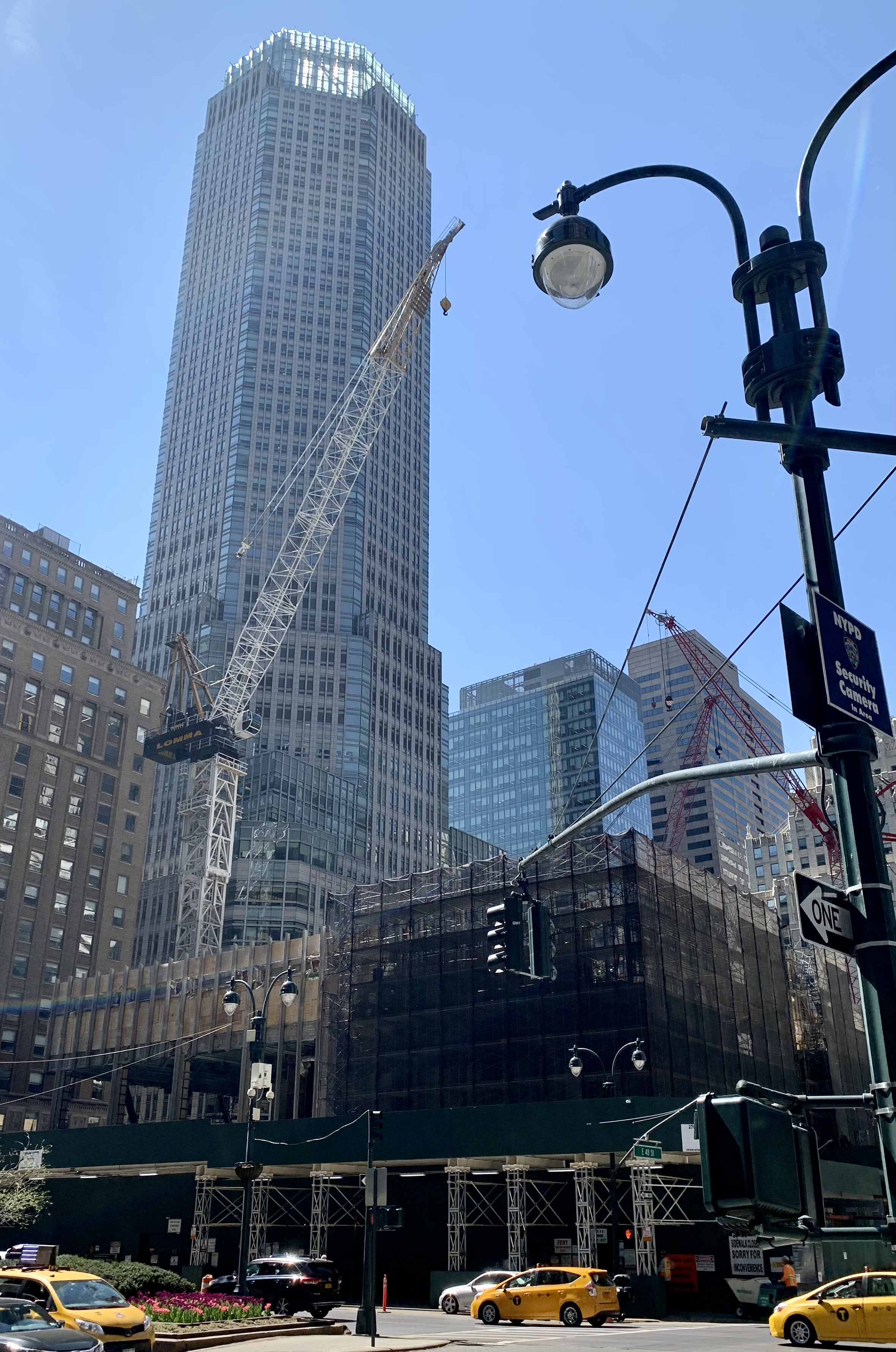
Ultime fasi di demolizione dell'edificio, aprile 2021

## 2021-oggi
La costruzione, iniziata subito dopo la fine della demolizione del precedente edificio, dovrebbe terminare verso la metà del 2025.
Alto quasi il doppio del suo predecessore, ospiterà 15.000 dipendenti. Per rispettare la legislazione cittadina, che vieta l'uso di gas naturale in tutti i nuovi edifici costruiti dopo il 2027, la struttura sarà alimentata interamente da energia idroelettrica.
Una volta completato diventerà il quinto edificio più alto della città e tra i più alti degli Stati Uniti.

### Architettura

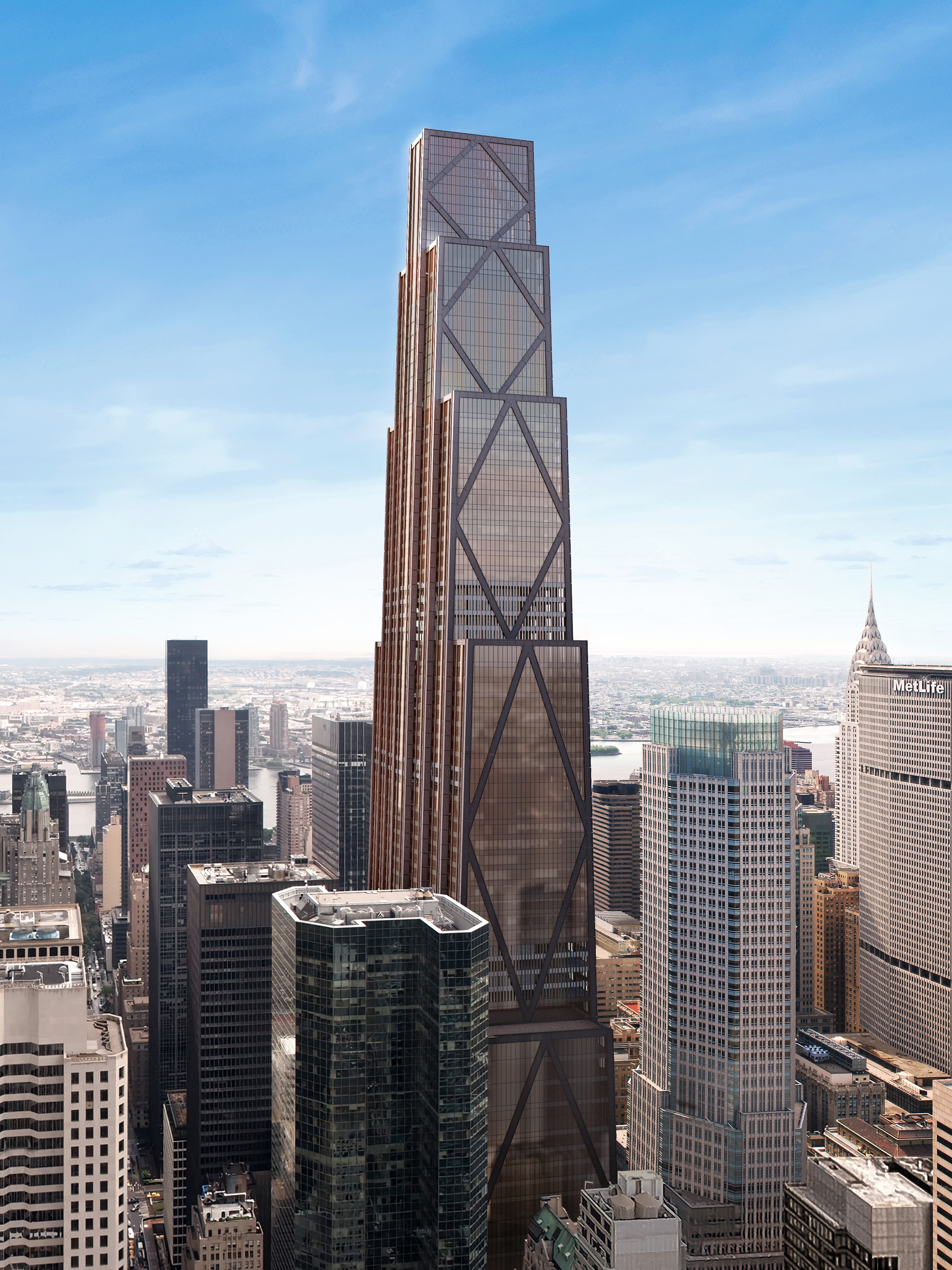
Impressione artistica del nuovo edificio al 270 Park Avenue

Foster and Partners ha progettato l'edificio, che sarà alto 423 metri. Le fonti non concordano sul numero di piani. Il New York Times indica che l'edificio si eleverà per 70 piani, Emporis ha citato una cifra di 63 piani, e il Council on Tall Buildings and Urban Habitat ne indica 60. Alla base si trovano 24 imponenti colonne, che sosterranno un atrio alto circa 24 metri, con spazi pubblici che si affacciano su Madison Avenue e Park Avenue. Sopra l'atrio si svilupperanno una serie di arretramenti a ovest e a est, che si assottiglieranno fino a un pinnacolo.
Gli interni ospiteranno 15.000 dipendenti e conterranno una mensa, un centro congressi all'attico, un centro fitness e ampi spazi illuminati da luce naturale. Le superfici dei piani potranno essere configurate in diverse configurazioni. Per rispettare la legislazione cittadina, che vieta l'uso del gas naturale in tutti i nuovi edifici costruiti dopo il 2027, la struttura sarà alimentata interamente da energia idroelettrica. Il novantasette percento dei materiali del vecchio edificio sono stati riutilizzati in modo creativo, riciclati o comunque evitati dalle discariche.

### Cronologia di costruzione

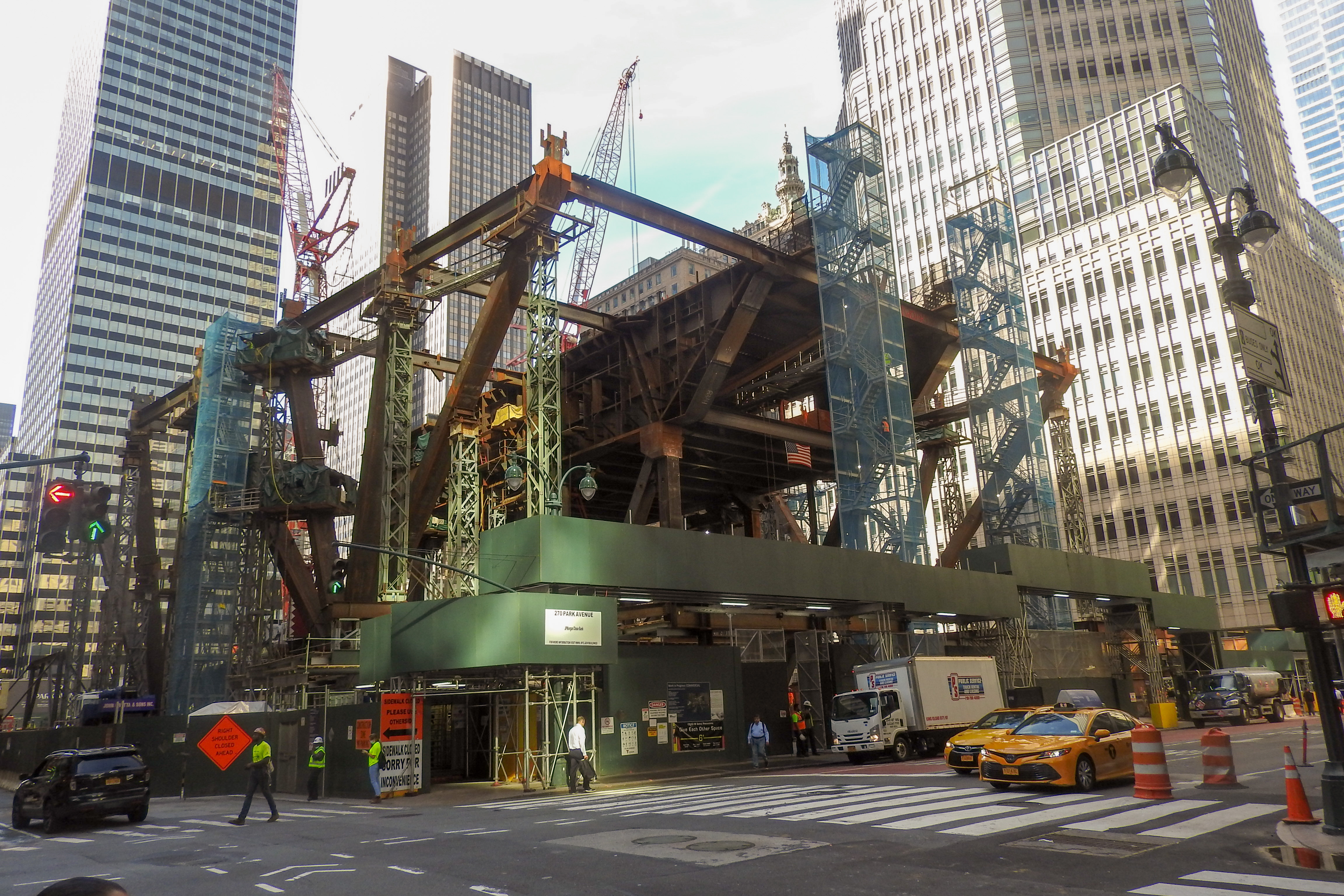
Giugno 2021
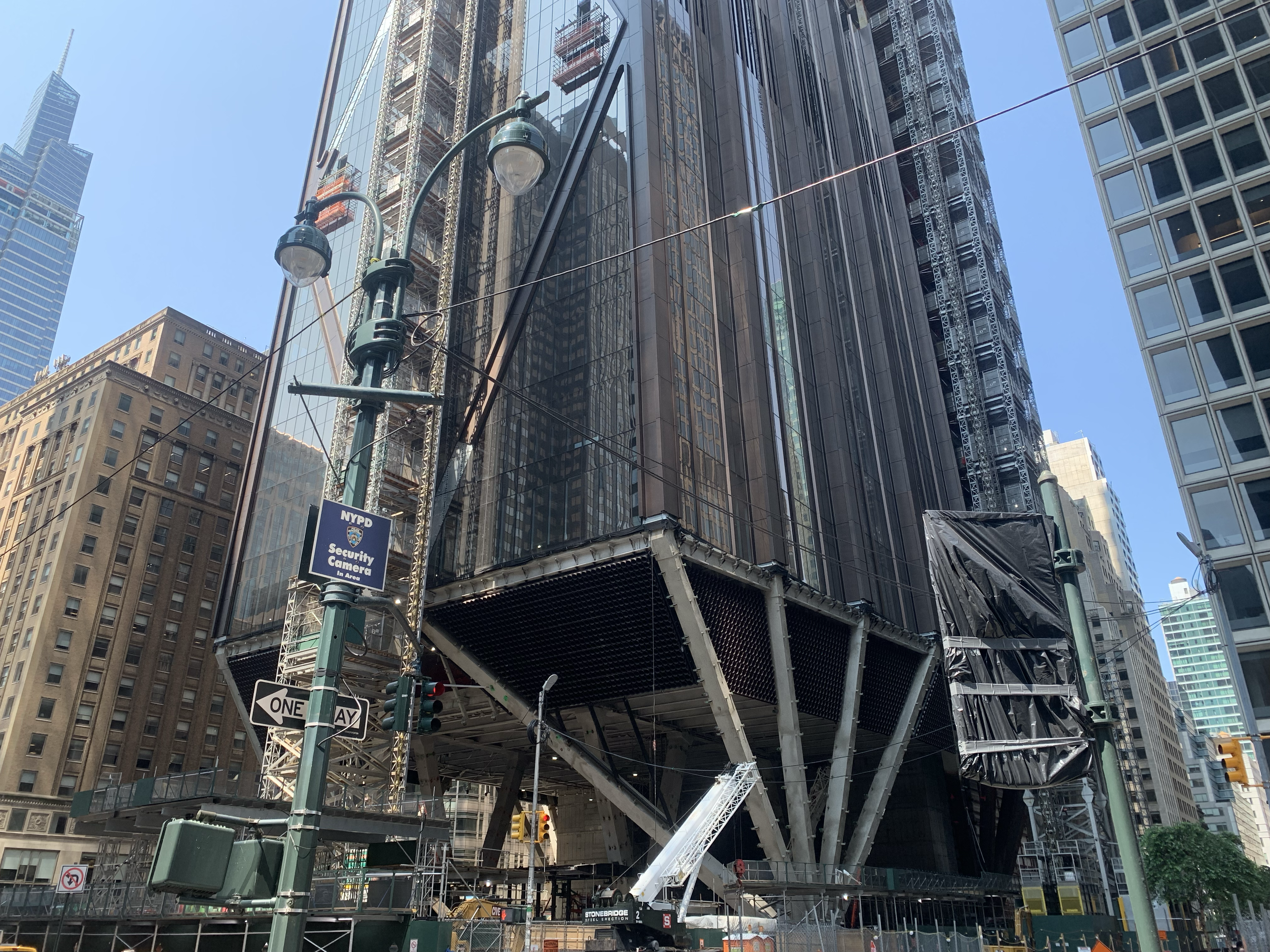
Agosto 2023
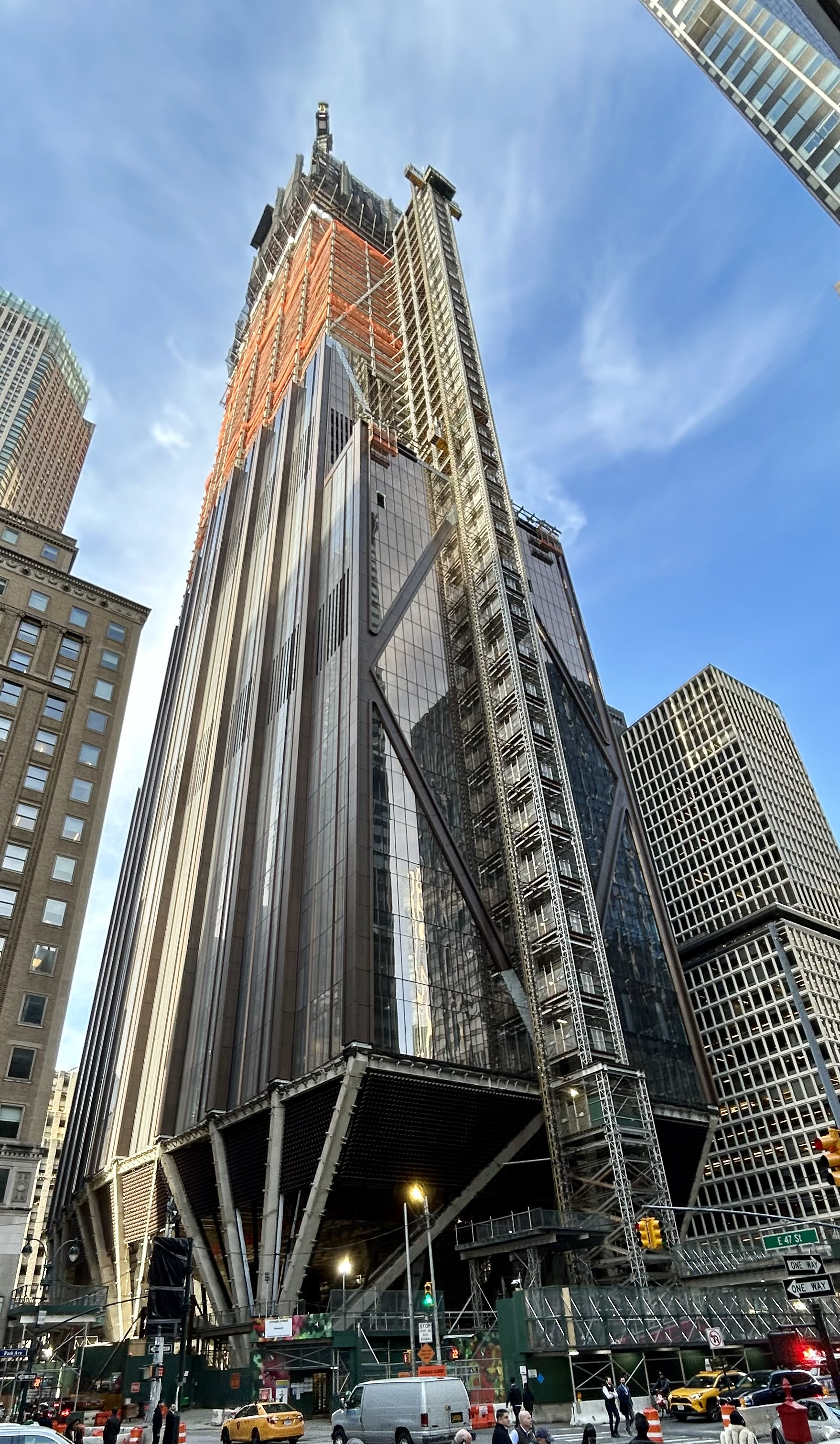
Novembre 2023
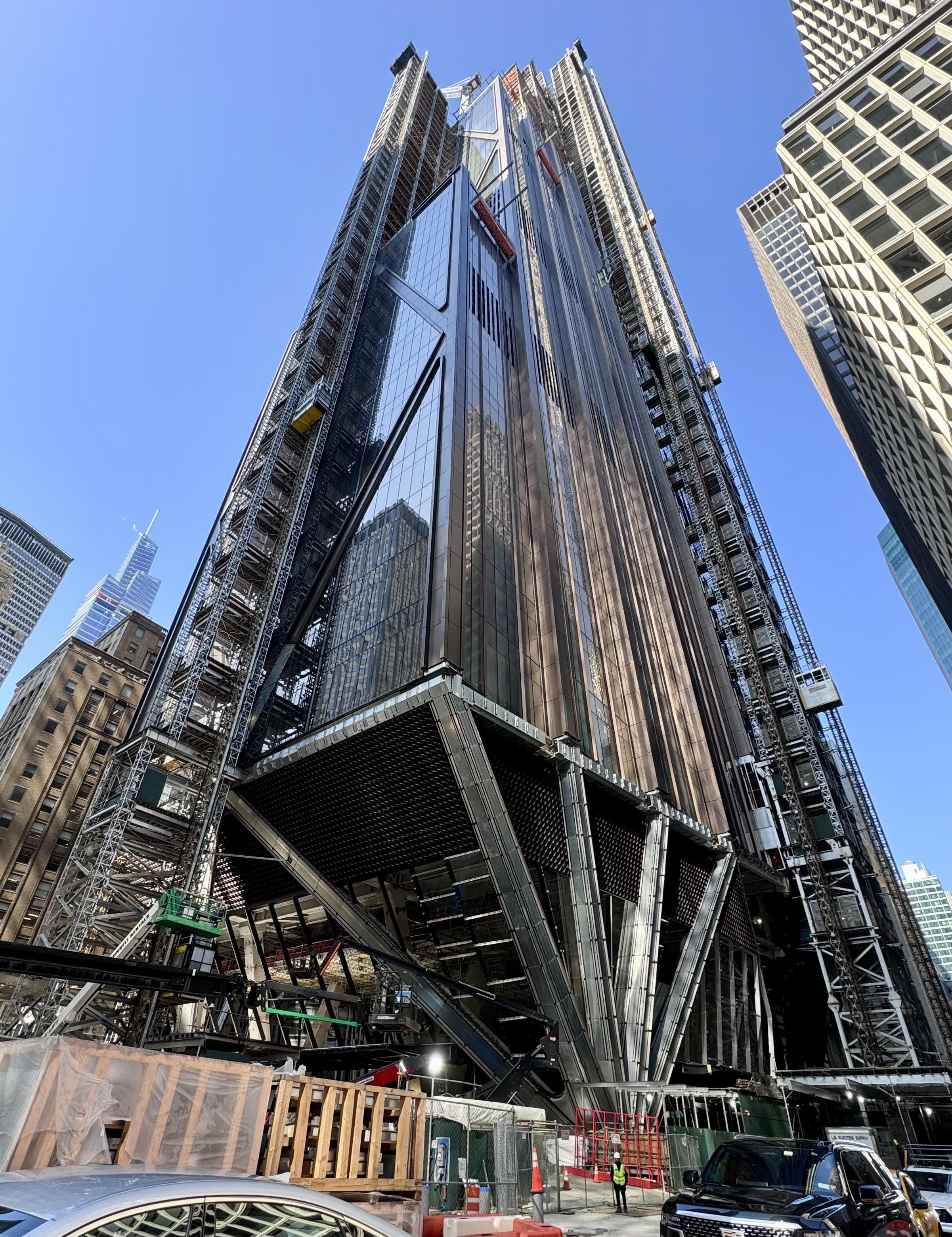
Marzo 2024
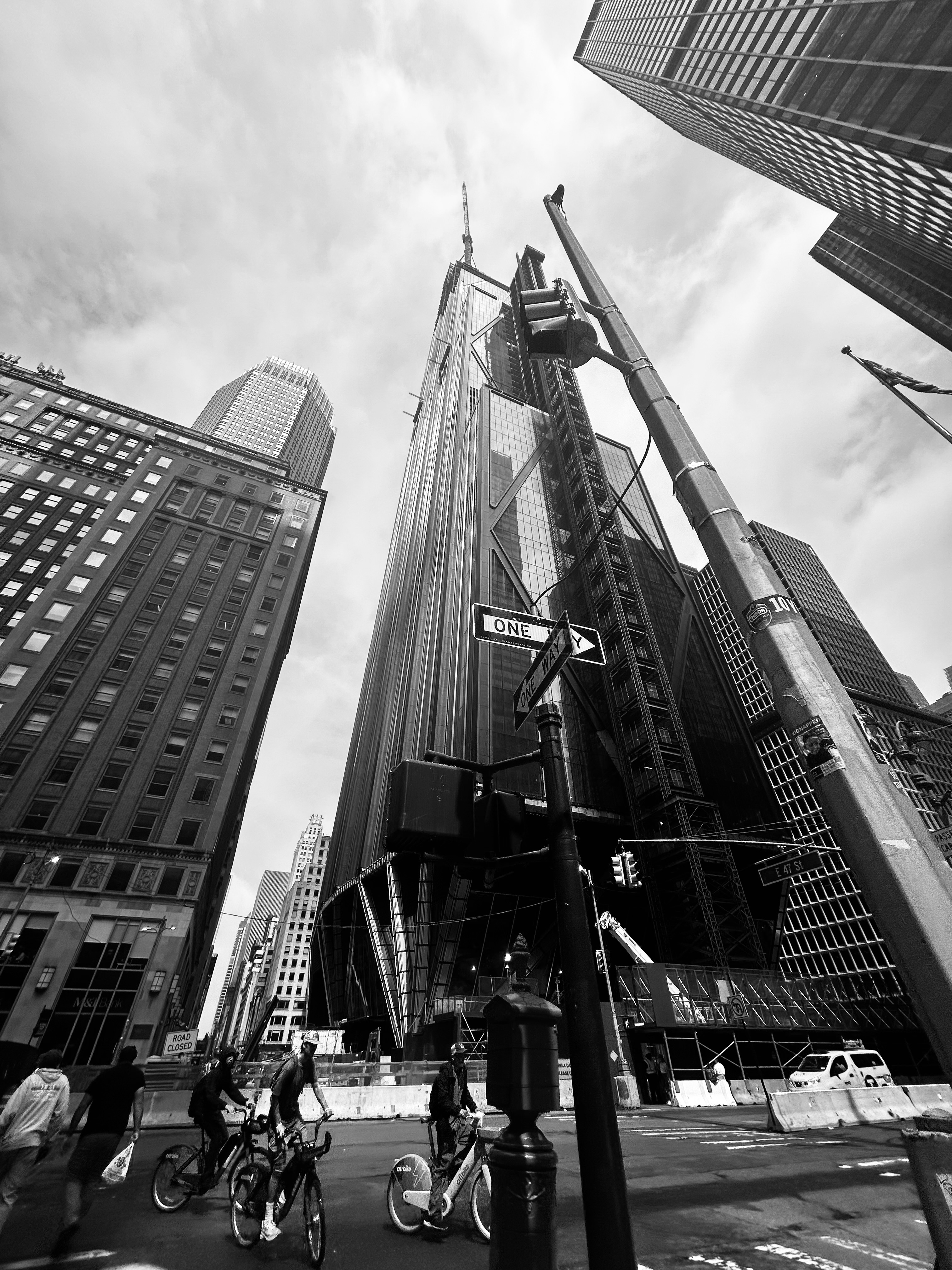
Maggio 2024
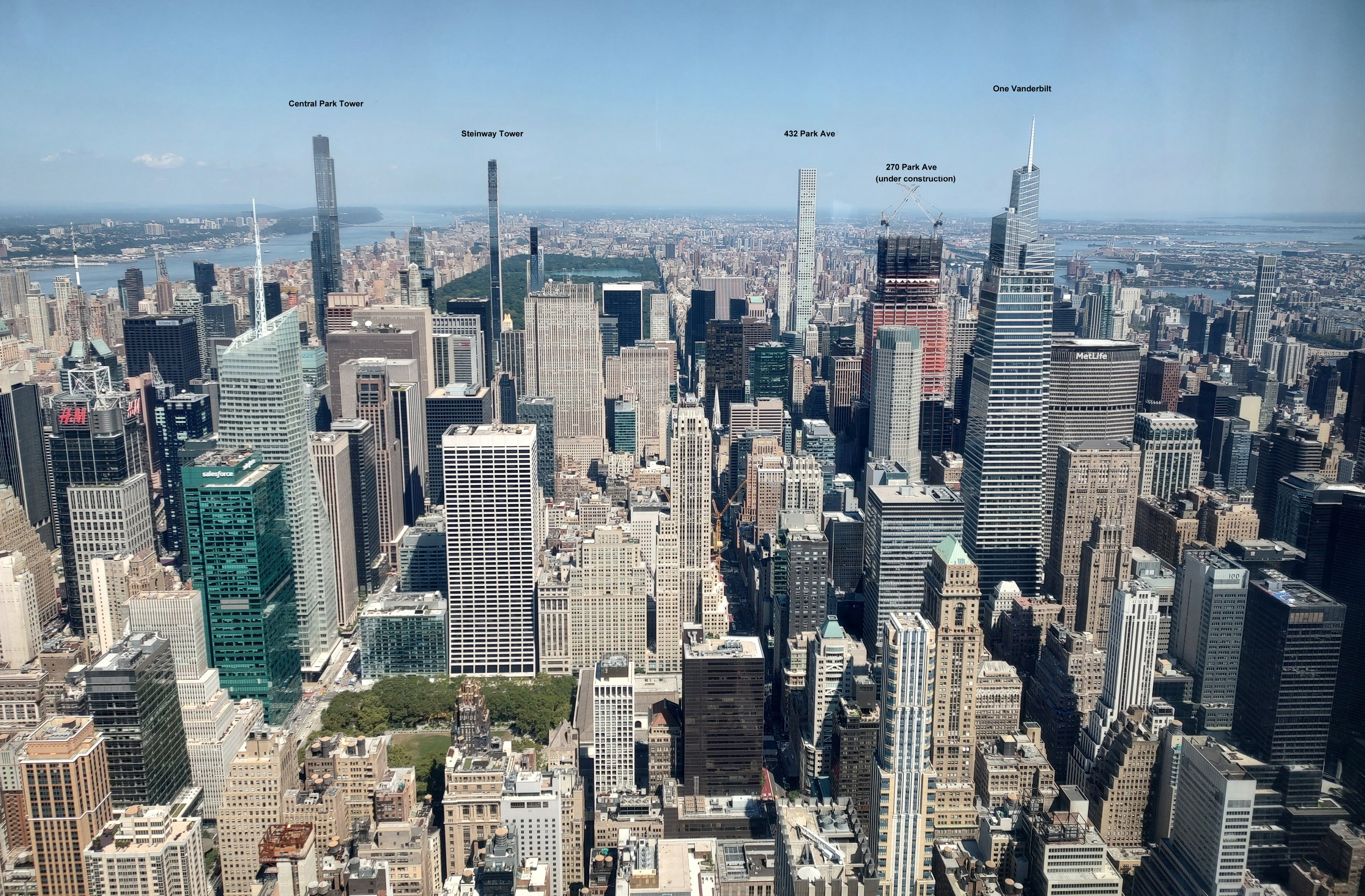
L'edificio, sulla destra in costruzione, visto dall'Empire State Building